# Военные округа Народной армии Вьетнама

Современные военные округа Вьетнама (красным выделена территория Большого Ханоя)

Вое́нный о́круг Вьетна́мской наро́дной а́рмии — крупное подразделение Вьетнамской народной армии выше уровня дивизии, включает в себя составляющие армии (пехота, артиллерия, инженерные войска, бронетехника, спецназ, химические войска, войска связи) и другие специализированные подразделения. Начальником военного округа является командующий высшего звания генерал-лейтенант.

## История
Во Вьетнаме создание военных округов началось в ходе Индокитайской войны (назывались «зонами соприкосновения» и позже «военными зонами»). После 1954 года Вьетнамская народная армия всё ещё использовала название «военная зона» для обозначения местных военных организаций как на севере, так и на юге, в то время как армия Республики Вьетнам первоначально использовала название «тактическая зона», а затем перешла на использование «военных зон» и «особого столичного округа» для управления Сайгоном.
После 1975 года Вьетнамская народная армия переопределила военные округа — и на сегодня их семь:
- Первый военный округ (Военный округ Тхайнгуен)
- Второй военный округ (Военный округ Вьетчи)
- Третий военный округ (Военный округ Хайфон)
- Четвёртый военный округ (Военный округ Винь)
- Пятый военный округ (включает в себя бывший шестой военный округ на юге центральной прибрежной части страны; военный округ Дананг)
- Седьмой военный округ (Военный округ Задинь)
- Девятый военный округ (включает в себя бывший восьмой; военный округ Тайдо)